# العلاقات البوتسوانية السويسرية
العلاقات البوتسوانية السويسرية هي العلاقات الثنائية التي تجمع بين بوتسوانا وسويسرا.

## مقارنة بين البلدين
هذه مقارنة عامة ومرجعية للدولتين:
| وجه المقارنة                                              | بوتسوانا                       | سويسرا                                                                                      |
| --------------------------------------------------------- | ------------------------------ | ------------------------------------------------------------------------------------------- |
| المساحة (كم2)                                             | 581.74 ألف                     | 41.28 ألف                                                                                   |
| عدد السكان (نسمة)                                         | 2.29 مليون                     | 8.21 مليون                                                                                  |
| الكثافة السكانية (ن./كم²)                                 | 3.94                           | 198.89                                                                                      |
| العاصمة                                                   | غابورون                        | برن                                                                                         |
| اللغة الرسمية                                             | لغة إنجليزية                   | اللغة الألمانية، اللغة الإيطالية، لغة فرنسية، اللغة الرومانشية، الألمانية السويسرية الموحدة |
| العملة                                                    | بولا بوتسواني                  | فرنك سويسري                                                                                 |
| الناتج المحلي الإجمالي (بليون دولار)                      | 17.41 مليار                    | 678.89 مليار                                                                                |
| الناتج المحلي الإجمالي (تعادل القوة الشرائية) بليون دولار | 35.84 مليار                    | 518.07 مليار                                                                                |
| الناتج المحلي الإجمالي الاسمي للفرد دولار أمريكي          | 6.36 ألف                       | 80.94 ألف                                                                                   |
| الناتج المحلي الإجمالي للفرد دولار أمريكي                 | 16.10 ألف                      | 59.54 ألف                                                                                   |
| مؤشر التنمية البشرية                                      | 0.698                          | 0.930                                                                                       |
| رمز المكالمات الدولي                                      | +267                           | +41                                                                                         |
| رمز الإنترنت                                              | .bw                            | .ch، .swiss ‏                                                                                |
| المنطقة الزمنية                                           | ت ع م+02:00، توقيت وسط إفريقيا | توقيت وسط أوروبا، ت ع م+01:00، ت ع م+02:00، أوروبا/زيورخ ‏                                   |

## منظمات دولية مشتركة
يشترك البلدان في عضوية مجموعة من المنظمات الدولية، منها:
| علم المنظمة | اسم المنظمة                               | تاريخ انضمام بوتسوانا | تاريخ انضمام سويسرا |
| ----------- | ----------------------------------------- | --------------------- | ------------------- |
|             | مؤسسة التمويل الدولية                     | 23 مارس 1979          | 29 مايو 1992        |
|             | منظمة حظر الأسلحة الكيميائية              | ?                     | ?                   |
|             | يونسكو                                    | 16 يناير 1980         | 28 يناير 1949       |
|             | البنك الإفريقي للتنمية                    | ?                     | ?                   |
|             | الأمم المتحدة                             | 17 أكتوبر 1966        | 10 سبتمبر 2002      |
|             | الاتحاد الدولي للاتصالات                  | 2 أبريل 1968          | 1866                |
|             | منظمة الشرطة الجنائية الدولية             | ?                     | ?                   |
|             | البنك الدولي للإنشاء والتعمير             | 24 يوليو 1968         | 29 مايو 1992        |
|             | الاتحاد البريدي العالمي                   | ?                     | ?                   |
|             | مؤسسة التنمية الدولية                     | 24 يوليو 1968         | 29 مايو 1992        |
|             | منظمة التجارة العالمية                    | ?                     | ?                   |
|             | المركز الدولي لتسوية المنازعات الاستشارية | 14 فبراير 1970        | 14 يونيو 1968       |
|             | وكالة ضمان الاستثمار متعدد الأطراف        | 15 مايو 1990          | 12 أبريل 1988       |

## وصلات خارجية
- موقع وزارة الخارجية البوتسوانية
- موقع وزارة الخارجية السويسرية